# Cardumen

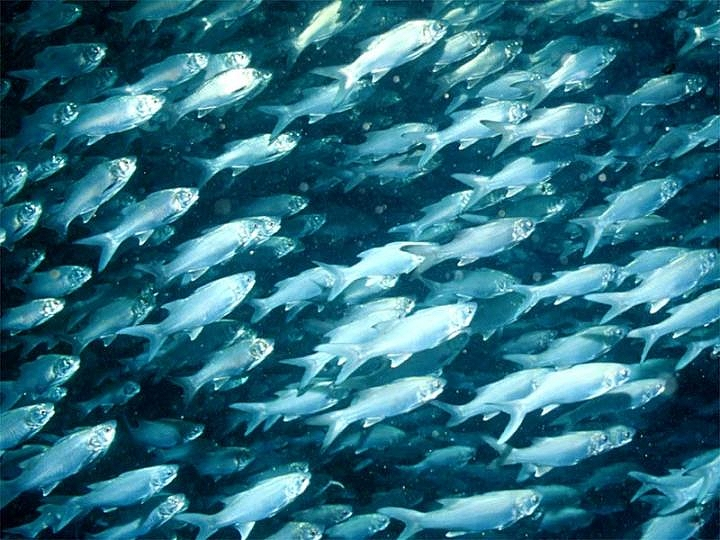
Cardumen en las aguas de Honolulu (Hawái).

Un cardumen o banco de peces es un conjunto de peces similares, no necesariamente de especies comerciales, como atún o sardina. Y puede no ser tampoco específica a una especie. Se reserva el término cardumen nadando en una alta sincronización y de manera polarizada.
Es un comportamiento de agregación de animales de similar tamaño y orientación, generalmente cruzándose en la misma dirección. Estas conductas les traen beneficios, incluyendo la defensa contra predadores (mejorando su detección y diluyendo la posibilidad de captura), perfecciona el éxito de depredación y mejora la manera de encontrar compañeros. Otra medida beneficiosa de la agrupación en cardúmenes es el incremento de la eficiencia hidrodinámica.
Un rasgo de un cardumen es la fuerte semejanza entre sus miembros. Los peces usan muchas triquiñuelas para elegir compañeros de cardumen: tamaño del cardumen, tipo de especies, tamaño corporal, salud de los miembros del cardumen y afinidad o parentesco.
Los peces a menudo eligen estar en un cardumen que consiste en individuos similares en su apariencia; el "efecto de pares" posibilita que cualquier miembro del cardumen coincidente en semejanza no será  preferido como blanco de los predadores. Este efecto "de pares" finalmente consigue homogeneizar cardúmenes.
Un aspecto del rompecabezas de la selección por cardumen, que hace cada pez individual para unirse a uno de similar apariencia, es que ellos no perciben su propio color. Los experimentos con Danio rerio, pez cebra, muestran que la preferencia por tal cardumen es una habilidad aprendida, no innata. Un pez cebra tiende a asociarse con cardúmenes que parezcan similares a los que ya participó (lo que resulta en una forma de impronta).
Otras cuestiones abiertas de las conductas de cardúmenes incluyen la determinación de la dirección y el sentido de sus movimientos. En el caso de movimientos migratorios, muchos miembros de un cardumen parece que supieran a donde ir, pero el comportamiento depredador es más problemático de entender. El etólogo animal Stephan G. Reebs, escribiendo en la revista  "Animal Behaviour", argumenta que los cardúmenes de Notemigonus crysoleucas (una forma de Cyprinidae) son liderados por un pequeño número de individuos más experimentados.

## Galería de imágenes

Vídeo submarino de un cardumen de arenque del Atlántico Clupea harengus,  en su migración a la zona de puesta de hueva en el Mar Báltico, varios miles de km. Se cree que esta formación les ahorra energía, pues el pez de atrás aprovecha el campo de presión del de adelante. En el Atlántico Norte el arenque cruza cada año entre Noruega y Groenlandia.
Banco de sardinas juveniles persiguiendo a un copépodo evasivo. El copépodo siente con sus antenas las ondas de presión del acercamiento de los peces y reacciona escapándose rápidamente. Los peces lo solucionan creando una cuadrícula y distanciándose unos de los otros en función del impulso de la presa.  Los copépodos pueden "saltar" 80 veces antes de cansarse, pero les lleva 60 milisegundos (ms) desplegar nuevamente las antenas. Este lapso de tiempo es utilizado por los peces para atrapar a la presa. Jamás una sardina sola, aislada, podría capturar al crustáceo copépodo (la "sincropredación" - resulta de vídeos in situ tomados en el Laboratorio ATOLL)
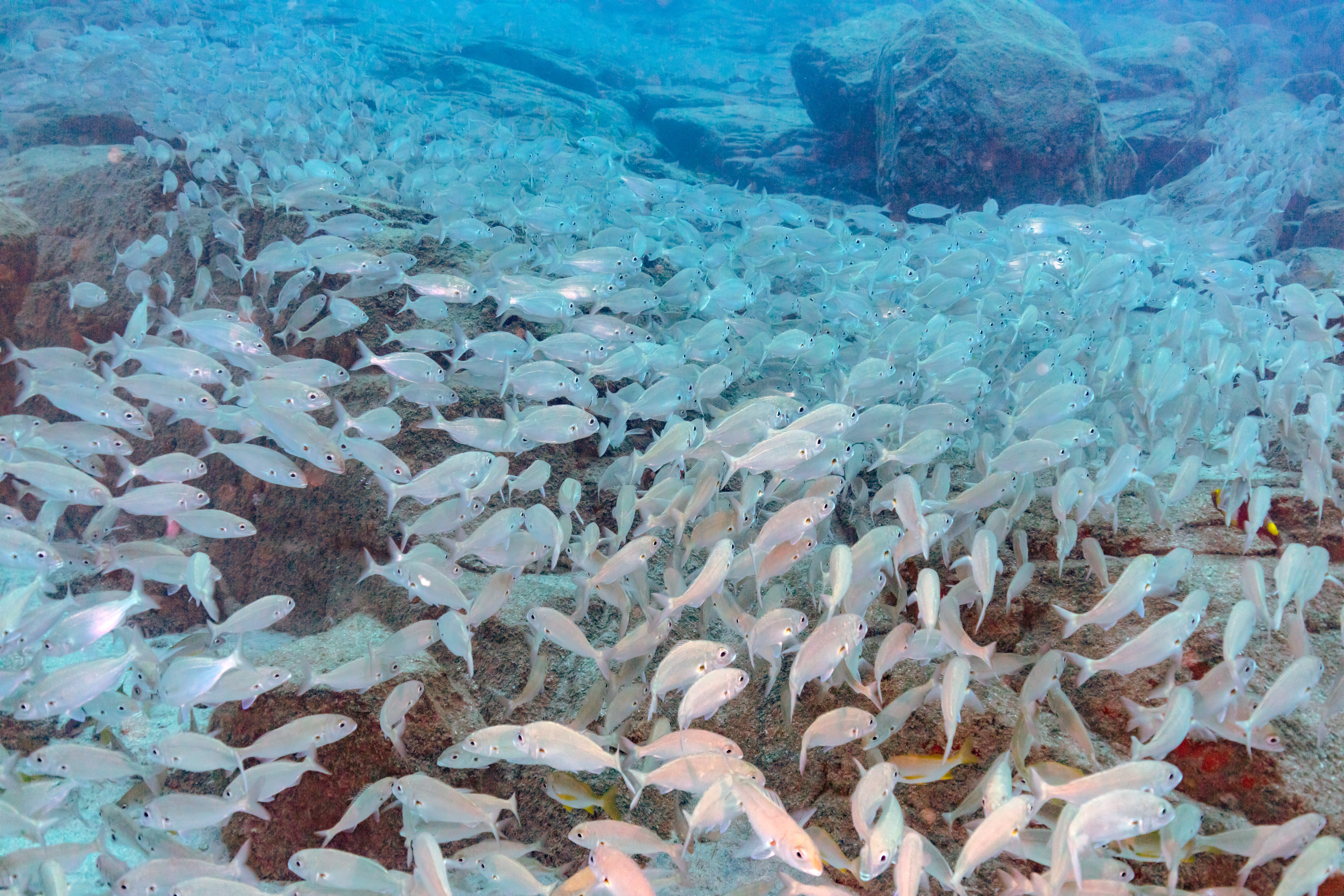
Banco de roncadores (Pomadasys incisus), Tenerife.